# Брук Адамс (акторка)
Брук Адамс (англ. Brooke Adams, нар. 8 лютого 1949, Нью-Йорк, США) — американська акторка, найбільш відома за ролями у фільмах «Дні жнив» (1978), «Вторгнення викрадачів тіл» (1978) та «Мертва зона» (1983).

## Раннє життя
Адамс народилася в Нью-Йорку, в сім'ї актриси Розалінди Адамс (уродженої Гулд) і Роберта К. Адамса, який був продюсером, актором і колишнім віцепрезидентом CBS, а також непідтвердженим нащадком президентів Джона Адамса і Джона Квінсі Адамса. Її сестра — актриса Лінн Адамс. Вона відвідувала Вищу школу виконавських мистецтв і Школу американського балету, а в юності брала уроки танців в студії своєї тітки в Монтегю, штат Мічиган.

## Кар'єра
Після ролей у телевізійних і малобюджетних фільмах, таких як «Ударні хвилі», Адамс з'явилася в «Днях раю» (1978) і рімейку «Вторгнення викрадачів тіл» (1978), за який вона була номінована на премію «Сатурн» за кращу жіночу роль. Вона також знялася у фільмах «Куба» (1979), «Мертва зона» (1983), «Обмін ключами» (1985) і «Житло на газі» (1992), за останній з яких була номінована на премію «Незалежний дух» за кращу жіночу роль другого плану.
У 2002 році вона з'явилася в романтичній комедії «Вигадана», сценарій до якої написала її сестра Лінн Адамс, а режисером виступив її чоловік Тоні Шалхуб. Адамс також знялася у фільмах «Нарешті» і «Легенда про Люсі Кіз» (обидва 2005), грала на Бродвеї в «Вишневому саду», «Позичте мені тенор», «Хроніках Хейді» Венді Вассерштейн (1990), а також знялася в серіалі «Монах» за участю свого чоловіка, з'явившись у п'яти різних епізодах, зігравши чотири різні ролі. Вона також знялася разом з ним в епізоді серіалу «Крила» за кілька років до цього.

## Особисте життя
Адамс одружена з актором Тоні Шалхубом з 1992 року. У них є дві дочки, обидві з яких були усиновлені.
У травні 2020 року Шалхуб повідомив, що вони з Адамс захворіли на COVID-19 попереднього місяця і після «досить важких кількох тижнів» одужали.

## Вибрана фільмографія
| Рік       |    | Українська назва          | Оригінальна назва              | Роль                                                                       |
| --------- | -- | ------------------------- | ------------------------------ | -------------------------------------------------------------------------- |
| 1974      | ф  | Великий Гетсбі            | The Great Gatsby               | гостя вечірки (не вказано в титрах)                                        |
| 1974      | ф  | Лорди Флетбуша            | The Lord's of Flatbush         | не вказано в титрах                                                        |
| 1978      | ф  | Дні жнив                  | Days of Heaven                 | Еббі                                                                       |
| 1978      | ф  | Вторгнення викрадачів тіл | Invasion of the Body Snatchers | Елізабет Дрісколл                                                          |
| 1983      | ф  | Мертва зона               | The Dead Zone                  | Сара Брекнелл                                                              |
| 1985      | ф  | Штучка                    | The Stuff                      | спеціальна запрошена зірка в рекламі Stuff                                 |
| 1988      | с  | Агентство «Місячне сяйво» | Moonlighting                   | Террі Ноулз                                                                |
| 1991      | тф | Інколи вони повертаються  | Sometimes They Come Back       | Саллі Норман                                                               |
| 1995      | с  | Фрейзер                   | Frasier                        | Мерилін                                                                    |
| 2002—2009 | с  | Монк                      | Monk                           | Лі Гаррісон, місіс Ебігейл Карлайл, шериф Марджі Баттерфілд, Едіт Капріані |
| 2012      | тф | Гемінґвей та Ґеллгорн     | Hemingway & Gellhorn           | жінка з Мадрида                                                            |